# Mezofit
Mezofit – roślina występująca na średnio i zmiennowilgotnych siedliskach (np. pola uprawne, łąki, lasy). Mezofity mają dobrze rozwinięty system korzeniowy, a także tkanki przewodzące, mechaniczne, okrywające i miękiszowe. Ich liście mają aparaty szparkowe po dolnej stronie blaszki liściowej. Ciśnienie osmotyczne dochodzi do 25 atmosfer.
Wyróżnia się:
- mezotermofity,
- mezoaerofity,
- mezotrofity

Przykłady mezofitów: groszek łąkowy, bodziszek cuchnący, wyka ptasia, świetlik łąkowy.